# If You Had My Love
«If You Had My Love» (с англ. — «Если я отдам тебе свою любовь») — первый сингл американской певицы и актрисы Дженнифер Лопес из её дебютного студийного альбома On the 6 (1999), выпущенный 4 мая 1999 года. «If You Had My Love» является одной из самых коммерчески успешных песен Лопес. Песня дебютировала под #72 в чарте Billboard Hot 100 15 мая 1999 года, и переместилась на #64 на следующей неделе 22 мая. На следующей неделе сингл вошёл в Топ-10 чарта Hot 100 и 5 июля 1999 года переместился на #6. 12 июня 1999 года, «If You Had My Love» достигла вершины чарта Hot 100.

## Список композиций
US CD single
- «If You Had My Love» — 4:28
- «No Me Ames» (Tropical Remix) — 5:05

EU maxi single
- «If You Had My Love» (Radio Edit) — 3:47
- «If You Had My Love» (Pablo Flores Remix Edit) — 3:54
- «If You Had My Love» (Dark Child Remix Radio Edit) — 3:56
- «If You Had My Love» (Dark Child Remix Extended) — 6:01

UK Cassette Single
- «If You Had My Love» (Album Version) — 4:25
- «If You Had My Love» (Darkchild Remix Radio Edit) — 4:00

US maxi single
- «If You Had My Love» (Radio Edit) — 3:47
- «If You Had My Love» (Pablo Flores Remix Edit) — 3:54
- «If You Had My Love» (Dark Child Remix Radio Edit) — 4:00
- «If You Had My Love» (Pablo Flores Remix) — 9:12
- «If You Had My Love» (Dark Child Remix Extended) — 6:18
- «No Me Ames» (Tropical Remix) — 5:03

## Чарты

### Недельные чарты
| Чарты (1999)                          | Чарты (1999) |
| Чарт                                  | Место        |
| ------------------------------------- | ------------ |
| Австралия (ARIA)                      | 1            |
| Австрия (Ö3 Austria Top 40)           | 13           |
| Бельгия/Фландрия (Ultratop 50)        | 9            |
| Бельгия/Валлония (Ultratop 50)        | 3            |
| Канада (Billboard Canadian Hot 100)   | 1            |
| Denmark (Billboard)                   | 1            |
| Финляндия (Suomen virallinen lista)   | 1            |
| Франция (SNEP)                        | 4            |
| Германия (GfK)                        | 5            |
| Ireland (IRMA)                        | 8            |
| Нидерланды (Dutch Top 40)             | 2            |
| Новая Зеландия (Recorded Music NZ)    | 1            |
| Норвегия (VG-lista)                   | 7            |
| Испания (PROMUSICAE)                  | 7            |
| Швеция (Sverigetopplistan)            | 9            |
| Швейцария (Schweizer Hitparade)       | 5            |
| Великобритания (OCC UK Singles)       | 4            |
| США (Billboard Hot 100)               | 1            |
| США (Billboard Pop Airplay)           | 2            |
| США (Billboard Hot R&B/Hip-Hop Songs) | 6            |
| США (Billboard Dance Club Songs)      | 5            |
| США (Billboard Adult Pop Airplay)     | 32           |